# Калин Стоянов
Калин Георгиев Стоянов е  български полицай, главен комисар от МВР и политик. Бил е директор на Главна дирекция „Борба с организираната престъпност“. Избран от XLIX народно събрание за министър на вътрешните работи в редовното правителство на акад. Николай Денков. Преназначен на същия пост в служебното правителство на Димитър Главчев.Понастоящем Стоянов е депутат в LI народно събрание от партията на Делян Пеевски - ДПС – Ново начало.

## Биография
Роден е на 28 април 1981 г. в гр. Бургас. Завършва Академията на МВР през 2003 г. Същата година започва работа в системата на МВР като разузнавач към Икономическа полиция в Областната дирекция на МВР (ОДМВР) в Бургас. През 2009 г. завършва право в Бургаския свободен университет. Между 2009 и 2011 г. е последователно разузнавач в сектор „Престъпления в икономиката“ и в сектор „Трансгранична организирана престъпност“ към местното звено на ГДБОП в Бургас. В периода 2011 – 2016 г. е разузнавач в ГДБОП – МВР и към отдел „Криминална полиция“ към ОДМВР – Бургас. От 2016 г. до 2018 г. e на длъжност началник на РУ – Приморско при ОДМВР – Бургас. От април 2017 до април 2018 г. е началник на Районното управление на МВР в Приморско. От април 2018 г. отново започва работа в ГДБОП в София като началник на отдел „Специални операции“. От 31 май 2021 г. е временно изпълняващ длъжността директор на Главна дирекция „Борба с организираната престъпност“. През декември 2021 г. неочаквано е обвинен от прокуратурата. Обвинението е за оказан натиск над прокурорите за по-активна работа по делото за изтеглени в брой 53 млн. лева, предвидени за строежа на АМ „Хемус“. В началото на 2023 г. разследването срещу него все пак е прекратено. На 6 юни 2023 г. е избран за министър на вътрешните работи в правителството на „Продължаваме промяната – Демократична България“ и ГЕРБ – СДС с министър-председател акад. Николай Денков.